# Python (missile)
Il Raphael Python, conosciuto inizialmente come Shafir Mk.3 è un missile a corto raggio a guida IR di grandi prestazioni e manovrabilità, con capacità complessive almeno paragonabili a quelle dei migliori progetti contemporanei. Sviluppato a partire dal 1978 è stato migliorato nel corso degli anni arrivando all'attuale versione denominata Python 5.

## Genesi
Il missile deriva dagli Shafrir la cui prima versione, denominata MK.I e sviluppata dagli israeliani a partire dal 1959, venne testata a partire dal 1963 sui Mirage ma non diede i risultati sperati, tanto che, durante la guerra dei sei giorni, non venne utilizzata dagli israeliani che svilupparono una successiva versione denominata MK.II, entrata in servizio nel 1969, che venne utilizzata nella guerra del Kippur del 1973, nel corso della quale questi missili abbatterono 89 aerei nemici.

## Python 3 (Shafrir Mk.3)
Il missile Shafrir Mk.3 venne denominato in occidente Python e debuttò nella guerra del Libano del 1982 nel corso della quale questi missili dimostrarono la loro validità abbattendo 35 aerei nemici ed impressionando notevolmente, tanto che la Repubblica Popolare Cinese ottenne di costruirne su licenza una versione denominata PL-8 AAM. Le Forze di Difesa Israeliane lo hanno usato sui caccia F-15.

## Python 4
Il Python-4 è un missile AAM a corto raggio di 4ª generazione con capacità di attacco ognitempo (giorno, notte, pioggia), integrato con un sistema di lancio dall'elmetto HMS (Helmet-Mounted Sight) system. Venne messo in servizio negli anni novanta, e come il suo predecessore Python 3, è integrato con il sistema DASH (Display And Sight Helmet) prodotto dalla israeliana Elbit Systems per gli F-15s e F-16s dell'aviazione israeliana. Viene riferito che il cercatore opto-elettronico del missile utilizza una tecnologia "dual-band" simile a quella dello FIM-92 Stinger (infrarosso e ultravioletto), con capacità IRCCM (IR ECCM) per ridurre la radiazione di fondo infrarossa in modo da ridurre l'efficacia delle contromisure "flares".
- Lunghezza: 295 cm
- Apertura alare: 50 cm
- Diametro: 15 cm
- Peso: 120 kg
- Guida: IR
- Testata: 11 kg, active laser proximity fuse with back-up impact fuse
- Raggio: 15 km
- Velocità: Mach 3,5 o superiore

## Python 5
Il Python 5 è attualmente il migliore missile AAM a corto raggio dell'inventario israeliano. Ha capacità BVR (Beyond Visual Range), LOAL (lock-on after launch), e capacità di attacco in tutti gli aspetti, e tutte le direzioni (includendo all'indietro). Il missile ha un sensore di ricerca elettro-ottico infrarosso avanzato (IIR oppure ImIR) che scansiona l'area di battaglia, riuscendo a riconoscere bersagli ostili dagli aerei alleati, e identificando i punti più sensibili all'impatto (abitacolo, per uccidere l'equipaggio ed impedirne il ritorno in combattimento) negli aerei nemici. Con circa 18 superfici di controllo, che si aggiungono ad altri elementi di progetto, il missile risultante si ritiene manovrabile alla pari dei più avanzati e costosi missili con spinta vettoriale dell'ugello-razzi.
- Lunghezza: 310 cm
- Apertura alare: 64 cm
- Diametro: 16 cm
- Peso: 103,6 kg
- Guida: IR + Electro-Optical Imaging
- Testata: 11 kg
- Raggio: >20 km
- Velocità: Mach 4

|  |  |  |